# Подлєсне (Ульяновська область)
Подлєсне (рос. Подлесное) — село в Майнському районі Ульяновської області Російської Федерації.
Населення становить 1219 осіб. Входить до складу муніципального утворення Тагайське сільське поселення.

## Історія
Від 2004 року входить до складу муніципального утворення Тагайське сільське поселення.

## Населення
| 2010 |
| ---- |
| 1219 |